# 天手千聖
天手 千聖 （あまて ちさと、1980年12月16日 - ） は、日本の女優・タレント・元レースクイーンである。福岡県出身。
かつてはアービング→マーカス インターナショナル エージェンシーに所属していたが、現在はフリーで活動している。

## 人物・来歴
- 北九州市小倉生まれ[1]。兄が1人いる[2]。
- 2000年に目玉プロジェクトの舞台「DUMP」で主役を務める。その後もタレント・女優として活動する傍ら、2004年から2007年までレースクイーンとしても活躍の幅を広げる。2004年から3年間、ユニット「G☆cups」を組み[3]、2007年には晴菜あい[4]と共に「Pink Lynx」としても活動していた。

## 主な出演作品

### ドラマ（連続ドラマ、単発ドラマ等）
- 新・愛の嵐（2002年、フジテレビ）準レギュラー・女給・タマミ 役
- 結婚相談員 末永卯月の推理案内状 地獄の花嫁(5)（2004年、フジテレビ金曜エンタテイメント）若い女 役
- 新・風のロンド（2006年、フジテレビ）秘書・大塚 役
- ドラマコンプレックス　恋人たちの記憶（2006年日本テレビ）準ヒロイン・芸者・玉恵 役

### テレビ（パソコンBB等）
- シネマホリック（2003年、スカパー!ch.371）レギュラー
- 中山道（2004年、テレビ東京）
- 聖美少女学院2（2005年、スカパー！ch.371）レギュラー
- 探偵A（2006年、謎の占い師・ミーア役）
- 野田義治のセクシーマガジン（2006年、GyaO）
- Ve.ナース（2010年、スカパー!ch.275）ブラック・ブルー・ヴィーナース

### 映画
- 新・仁義の墓場（2003年、大映・東映ビデオ、監督：三池崇史）リポーター 役
- 実録・ヒットマン〜妻その愛〜（2003年、東映、監督：岡田主）礼子 役
- 雀鬼くずれ（2003年、ジーダス、監督：服部光則）友情出演・ちさと 役
- 婦人排球 ママズ・アタック（2003年、日活・GPミュージアム、監督：伊藤秀裕）未央 役
- すくらんぶる・ハーツ〜恋のソナタ〜（2004年、ミライ、ゆうばり国際ファンタスティック映画祭上映作品、監督：亀井弘明）絵里 役
- IZO（2004年、第61回ヴェネツィア国際映画祭正式招待作品、監督：三池崇史）新婦 役
- 炎と氷（2004年、GPミュージアム、監督：辻裕之）向井晴美 役
- 呪戒 JUKAI（2005年、ミライ、監督：神野太）東海林幹子 役
- トワイライト・ファイル　第2話 幻（2005年、ミライ、監督：遠藤一平、ゆうばり国際ファンタスティック映画祭上映作品）準ヒロイン・出口彩子 役
- 2/2（2005年、監督：伊藤秀裕、原作：中島みゆき）旅行代理店の女性 役

### ビデオシネマ
- 釣神フィッシングマスター（2002年、ジーダス、監督：服部光則）準ヒロイン・つかさ 役
- 民事介入暴力 非合法的領域（2002年、GPミュージアム、監督：服部光則）三浦京子 役
- 麻雀飛龍伝説 天牌3（2002年、ジーダス、監督：服部光則）直実 役
- 1-イチ-（2003年、ジーダス、監督：丹野雅仁）ヒロイン・里美 役
- 実録・竹中正久の生涯　荒らぶる獅子　前篇（2003年、GPミュージアム、監督：辻裕之）大空つぐみ 役
- 外伝・麻雀放浪記2（2003年、ジーダス、監督：服部光則）カナ子 役
- 実録・九州やくざ烈伝　兇健と呼ばれた男（2003年、GPミュージアム、監督：辻裕之）準ヒロイン・ちえみ 役
- 実録・北九州やくざ戦争 侠嵐（2003年、GPミュージアム、監督：市川徹）ヒロイン・美佐子 役
- 実録・事件 青海“姉妹”バラバラ殺人（2004年、ジーダス、監督：東真司）宮田藍子 役
- 実録・関東やくざ戦争2 修羅の代紋（2004年、GPミュージアム、監督：石原興）看護士 役
- 実録・最後の神農（テキヤ）（2004年、GPミュージアム、監督：佐々木乃武良）畠田美佐子 役
- 難波金融伝 ミナミの帝王 V版31　賠償金の行方（2005年、ジーダス、監督：萩庭貞明）主婦 役
- 射る眼〜甦える殺意〜（2006年、ジーダス、監督：渡辺武）ホームレス風女・超能力者 役
- 女囚611（2007年、GPミュージアム、監督：勝利一）看守・田中弘子 役
- 隣之怪「第四談　ダレカイル」（2007年、ワーナー・ホーム・ビデオ、監督：横山一洋）準ヒロイン・笹貫路子 役
- 極道な月（2008年、GPミュージアム、監督：辻裕之）天道那月 役

### 舞台
- 目玉プロジェクト「DUMP」（2000年、ポスター：横尾忠則）主演・ティナ役
- ユネスコ加盟50周年記念 スーパー・チャリティライブ in 武道館（2002年）ユネスコMCとして出演
- ミュージカル「ガールズBOXメン」（2006年）アマテラス役
- エアースタジオプロデュース ミュージカル「GO,JET!GO!GO! Vol.3〜Mr.Moooon Light〜」（2011年12月18日-24日、アクアスタジオ）

### レースクイーン
- 2004年 全日本スーパー耐久レース mobilecast Racing Team（mobilecast MARUHON G☆cups） - 第2戦より参加[3]
- 2005年 全日本スーパー耐久レース TOMEI SPORTS（ings G☆cups RaceQueen）
- 2006年 スーパーGT TEAM GAikokuya（911resortキャンペーンガール）
- 2006年 スーパーGT JIM GAINER (第8戦・最終戦)
- 2007年 スーパーGT TOY STORY Racing （イメージガール）

## リリース作品

### 写真集
- Peach CAT（2004年12月、彩文館出版、撮影：三輪憲亮）ISBN 978-4775600603

### デジタル写真集
- Mon ST．Mille〜モン・サンミル 僕の千聖（2004年7月）

### DVD
- mill ciel（2004年10月、ベガファクトリー）
- Chisapod-誘惑の迷宮-（2006年6月、ビーエムドットスリー）

## 受賞
- 2003年 第2回「日本DVシネマ大賞」優秀新人賞受賞
- 2005年 レースクイーン・オブ・ザ・イヤーベスト20

## 関連人物
- 東真彌 - 2005年に「G☆cups」で組んでいたタレント。